# Несъзнавано
Терминът несъзнавано е изкован от германския философ от Романтизма Фридрих Шелинг и по-късно е представен на английски от поета и есеист Самюъл Колридж..

## Исторически преглед
Идеята за несъзнаваното води началото си от Античността и е изследвано чрез комуникацията между културите. Документирано е между 2500 и 600 г. пр.н.е. в индуистки текстове познати като Веди, намирани днес в Аюрведа медицината. . Във философията на Ведите, съзнанието е основата на физиологията и чистото съзнание е „тихо, напълно обединено поле на съзнанието“
Парацелз предоставя първото научно споменаване на несъзнаваното в своята работа Von den Krankeiten (1567) и неговата клинична методология създава цяла система, която е смятана за началото на модерната научна психология. Шекспир изследва ролята на несъзнаваното в много от своите пиеси, без да го нарича по този начин. Западните философи като Спиноза, Лайбниц, Шопенхауер и Ницше развиват западна гледна точка за ума, която загатва за тази на Зигмунд Фройд. Шопенхауер също е повлиян от четенето на Ведите. Фройд, разчитайки на своите еврейски корени развива междуличностно изследване на несъзнателната психика в очевидно нов терапевтичен метод и асоциираната с него наука, позната като психоанализа.

## Несъзнателни процеси и несъзнателна психика
Невронауката е едно от невероятните места, където може да се намери подкрепа за пропозицията като приспособима като несъзнателния ум. Например, изследователи от медицинския център на Колумбийския университет откриват, че краткотрайни образи на страшни лица – образи, които се появяват и изчезват толкова бързо, че не успяват да се осъзнаят – произвеждат несъзнателна тревожност, която може да бъде засечена в мозъка с най-последната техника за заснимане на мозъка..

## Фройд и психоаналитичното несъзнавано
Може би най-детайлно и точно идеята за несъзнаваното се разработва от Зигмунд Фройд и последователите му. Тази идея лежи в основата на психоанализата. Фройд използва на немски думата das Unbewusste за несъзнавано.
За Фройд, несъзнаваното е склад за инстинктивни желания, нужди и психични действия. Докато миналите мисли и спомени могат да бъдат изтрити от непосредственото съзнание, те управляват мислите и чувствата на индивида от сферата на несъзнаваното.
Фройд разделя психиката на съзнателна или „Аз“ и на две части на несъзнателното: „То“ или инстинктите и „СвръхАз“. Той използва идеята за несъзнаваното, за да обясни различни видове невротично поведение.
В тази теория „несъзнавано“ се свързва с тази част на душевното функциониране, в която субектите правят себе си неосъзнати.
Фройд предлага вертикална и йерархична система на човешкото съзнание: съзнателна психика, предсъзнателно и несъзнавано – всяко лежи под другите. Той вярва, че значимите психични събития заемат място „под повърхността“ в несъзнаваното, като скритите съобщения от несъзнаваното, които са форма на вътрешна комуникация извън осъзнаването. Той интерпретира тези събития и като символични, и с актуална значимост.
За психоанализата несъзнаваното не включва всичко, което не е съзнателно, а по-скоро само това, което е активно потиснато от съзнателните мисли или това, което личността отклонява да знае съзнателно. В смисъл тази гледна точка поставя личността във взаимоотношение с несъзнаваното си като противник, не примирявайки се със себе си, за да пази това, което е скрито несъзнавано. Терапевта тогава е посредник, опитващ се да позволи на неизказаното и неизразимото да се разкрие само, използвайки техниките на психоанализата. Съобщенията, излизащи от конфликта между съзнанието и несъзнаваното сякаш са криптирани. Психоаналитикът е представен като експерт в интерпретирането на тези съобщения.

### Колективното несъзнавано на Юнг
Карл Юнг развива концепцията по-нататък. Той разделя несъзнаваното на две части: лично несъзнавано и колективно несъзнавано. Личното несъзнавано е резервоар на материал, който някога е бил осъзнаван, но е бил забравен или потиснат.
Колективното несъзнавано е най-дълбокото ниво на психето, съдържащо натрупани унаследен опит. Смята се, че има два начина за свързване на егото с личното несъзнавано. Например нашето внимание може да се отклони от тази страница към спомена за нещо, което сме правили вчера.

### Лингвистичното несъзнавано на Лакан
Психоаналитичната теория на Жак Лакан поддържа, че несъзнаваното е структурирано като език.
несъзнаваното, Лакан казва, не е по-примитивна или архетипна част от психиката отделена от съзнанието, лингивистичното его, а по-скоро образува всяка частича като комплекс и лингивистично сложност като самото съзнание.
Ако несъзнаваното е структурирано като език, Лакан казва, тогава собствената ни личност отхвърля всяка точна на връзка с това, което е „складирано“ следвайки травма или „криза на идентичността“. По този начин тезата на Лакан за структурно динамичното несъзнавано е също и предизвикателство към его психологията на Ана Фройд и нейните американски последователи.

### Полемика
Има много спорове относно концепцията за несъзнаваното отнасящи се до нейната научна или рационална валидност и дали несъзнаваната психика съществува изобщо. Сред философите, Карл Попър е един от най-известните съвременни опоненти на Фройд. Попър смята, че теорията на Фройд за несъзнаваното не е фалсифицируема и по този начин е ненаучна. Той се обръща не толкова към идеята, че нещата се случват в нашата психика несъзнавано, а по-скоро към изследванията на психиката, които не са фалсифицируеми. Ако някой свърже всеки въображаем експериментален резултат от теорията на Фройд за несъзнателната психика, тогава никой експеримент не може да опровергае теорията.
В социалните науки Джон Уотсън се смята за първия американски бихевиорист, критикуващ идеята за „несъзнаваната психика“ по подобен начин, който смята, че учения трябва да се фокусира върху наблюдаемото поведение по-скоро, отколкото върху интроспекцията.
За разлика от Попър, епистемолога Адолф Грунбаум смята, че психоанализата може да бъде фалсифицируема, но нейното доказателство има сериозен епистомологичен проблем.. Дейвид Холмс изпитва 60 години изследването на Фройд за „изтласкването“ и заключава, че няма положително доказателство за тази концепция. Поради липсата на доказателства за много хипотези на Фройд, някои научни изследователи предполагат съществуването на несъзнавани механизми, които са много по-различни от фройдовите. Те говорят за „когнитивно несъзнавано“, Джон Килстрьом, като „адаптивно несъзнавано“ Тимъти Уилсън, или за „мълчаливо несъзнавано“ Лофтус и Клингер,, което извършва автоматични процеси, но липсват на комплексни механизми на потискане и символично завръщане на изтласканото.
Лудвиг Витгенщайн и Жак Бувересе мислят, че Фройдовото мислене показва систематично объркване между повод и причина: метода на интерпретация може да даде поводи за нови значения, но е безполезен, за да се намери каузалната връзка (което изисква експериментално изследване). Витгенщайн дава следния пример (в неговия разговор с Руш Рийс): ако хвърлим обект на масата и даваме свободни асоциации и интерпретации за тези обекти, ние ще открием значението на всеки един обект и неговата място, но няма да открием причините.
Други критици на Фройдовото несъзнавано са Ханс Айзенк, Жак ван Рилаер, Франк Киофи, Маршъл Еделсон, Едуард Ъруин.

## Несъзнателната психика в съвременната когнитивна психология
Изследване
Докато, исторически, традицията на психоаналитичното изследване първо се фокусира върху феномена на несъзнавана душевна активност (и все още термина „несъзнавано“ или „подсъзнание“, за много се явява дълбоко вкоренен, почти синоним с психоаналитична традиция), има и голямо количество убедителни изследвания и знания в съвременната когнитивна психология, посветена на душевната активност, която не е опосредствана от съзнателно усещане.
Повечето от тези (когнитивни) изследвания на несъзнателните процеси са направени в главния поток, академичната традиция на парадигмата на информационния процесинг. Като опозиция на психоаналитичната традиция, движена от относително спекулативни (в смисъл на трудни за доказване по емпиричен път), теоретични концепции като Едиповия комплекс или комплекс на Електра, когнитивна традиция в изследването на несъзнаваните процеси е основана на относително малко теоретични допускания и е много емпирично ориентирана (тоест движена е от повече факти). Когнитивните изследвания разкриват, че автоматично и изцяло извън съзнателно усещане, индивидите регистрират и приемат повече информация, отколкото могат да преживеят чрез собствените си съзнателни мисли.